# Fausto Razzi
Fausto Razzi (* 4. Mai 1932 in Rom; † 19. November 2022 ebenda) war ein italienischer Komponist.

## Werdegang
Razzi studierte am Konservatorium von Rom und der Accademia di Santa Cecilia von 1955 bis 1963 Klavier bei Rina Rossi und Komposition bei Goffredo Petrassi. Ab 1958 war er Assistent und ab 1961 Nachfolger von Franco Maria Saraceni als Dirigent des Universitätschores von Rom. Ab 1966 unterrichtete er an den Konservatorien von L’Aquila und Pesaro. 1976 gründete er die Gruppo Recitar Cantando, die sich der Aufführung von Werken der Renaissance und des Frühbarock widmet. 1982 gründete er mit Gabriele Ferro und Michelangelo Zurletti das Teatro musicale in der Villa Torlonia. 
Razzis Kompositionen standen zunächst unter dem Einfluss der Zweiten Wiener Schule, insbesondere Anton Weberns. Daneben lotete er die Möglichkeiten der Vokalmusik aus, wobei sich in seinen Werken auch Elemente der Aleatorik finden. In den 1970er Jahren schrieb er überwiegend elektronische Musik, danach wandte er sich unter dem Eindruck der Dichtung Edoardo Sanguinetis dem Musiktheater zu. Die italienische Sektion der IGNM zeichnete ihn 1963 und 1965 aus, und mit den Tre pezzi sacri gewann er beim Prager Frühling 1966 einen Preis.
Er starb am 19. November 2022 im Alter von 90 Jahren.

## Werke
- Quartetto, 1958
- Die helle Stimme, 1963
- Improvvisazione, 1965
- Tre pezzi sacri, 1966
- Improvvisazione III, 1967
- Progetto per una composizione elettronica, 1971–73
- Progetto II, 1980
- A voi che lavorate sulla terra, 1982
- Protocolli, 1989–92
- Smorfie, 1997
- Incastro, 2001